# Klątwa dziewiątych urodzin
Klątwa dziewiątych urodzin – powieść dla dzieci Marcina Szczygielskiego wydana przez Wydawnictwo Bajka w 2016 r. Trzecia część cyklu o przygodach Majki. Książka Roku IBBY 2016.

## Fabuła
Warszawę nawiedza kolejny „koniec świata” – huragany i trąby powietrzne szaleją w całej stolicy. Szkoły zostają zamknięte, dzieci uczą się przez internet. Niespodziewanie na progu mieszkania Majki pojawiają się ciabcia, Monterowa oraz czarodziejski sakwojaż, w którym przywiozły ze sobą… ciabciny ogród, kota oraz wiewiórkę Foksi. Okazuje się, że przyjechały do Warszawy z okazji zbliżających się dziewiątych urodzin Majki, z którymi wiąże się wielka groźba. Jeżeli dziewczynka przed skończeniem dziewiątego roku życia nie wyjaśni tajemnicy zniknięcia swojej prapraprababki Niny, straci nie tylko szansę na to, aby została czarownicą, ale także wspomnienia wszystkich swoich dotychczasowych magicznych przygód. Jednak wciąż jest nadzieja – Maja na wyjaśnienie sekretu ma siedem dni oraz cenną wskazówkę. Musi odnaleźć przywiezioną do Warszawy ze Szczecina wkrótce po zakończeniu wojny cegłę, która razem z innymi materiałami budowlanymi sprowadzonymi z Ziem Odzyskanych posłużyła do rekonstrukcji stolicy. Jak jednak ma dziewczynka ma odszukać jedną konkretną cegłę w wielkim mieście? Okazuje się, że pomocne w poszukiwaniach mogą okazać się warszawskie legendy. Maja spotyka Złotą Kaczkę, warszawską Syrenkę, Warsa i Sawę, a także zamkniętą w wołowym gnacie Nadwiślańską Biedę. Okazuje się, że stołeczne legendy lata świetności mają już za sobą, a dziś wyglądają i zachowują się zupełnie inaczej, niż spodziewała się dziewczynka. 

## Przesłanie
Klątwa dziewiątych urodzin to przede wszystkim wyprawa do świata warszawskich legend, ale też próba zdefiniowania pojęcia, czym właściwie jest legenda, w jaki sposób się tworzy i ile ma wspólnego z historyczną prawdą.

## Nagrody i wyróżnienia
- 2016 – Nagroda Książka Roku 2016 w literackim konkursie Polskiej Sekcji IBBY[2].
- 2016 – Tytuł Książka Grudnia 2016 Magazynu Literackiego Książki dla powieści Klątwa dziewiątych urodzin[10].
- 2017 – Nagroda Literacka m.st. Warszawy[11].
- 2017 – Nagroda Główna w IX Konkursie Literatury Dziecięcej im. Haliny Skrobiszewskiej (ex aequo z powieścią Teatr Niewidzialnych Dzieci) i umieszczenie tytułu na Liście Skarbów Muzeum Książki Dziecięcej[12].

## Informacje dodatkowe
W Klątwie dziewiątych urodzin autor przemyca wiele humorystycznych odniesień i aluzji do aktualnej sytuacji politycznej i społecznej w Polsce. Złota Kaczka okazuje się Złotym Kaczorem, warszawska Syrenka ma kłopoty z wymawianiem litery „r” i cierpi na nadmierną otyłość spowodowaną podkradaniem słoików z jedzeniem nadsyłanym przez rodziny nowo przybyłym mieszkańcom stolicy, pochodzącym z odległych części kraju (tzw. Słoikom), a Wars i Sawa (nazwy dwóch z czterech dawnych domów towarowych stanowiących część Ściany Wschodniej) kontrolują warszawski handel i prowadzą ekonomiczną wojnę z zagraniczną konkurencją.
Autorką projektów okładek oraz ilustracji we wszystkich tomach cyklu przygód Majki jest Magda Wosik.